# Idaea invalida
Idaea invalida är en fjärilsart som beskrevs av Butler 1878. Idaea invalida ingår i släktet Idaea och familjen mätare. Inga underarter finns listade i Catalogue of Life.